# Portret Juana de Villanueva
Portret Juana de Villanueva (hiszp. Retrato de Juan de Villanueva) – obraz olejny hiszpańskiego malarza Francisca Goi (1746–1828). Portret przedstawiający architekta Juana de Villanueva należy do zbiorów Królewskiej Akademii Sztuk Pięknych św. Ferdynanda w Madrycie. 

## Okoliczności powstania
Juan de Villanueva (1739–1811) był czołowym hiszpańskim architektem neoklasycyzmu, związanym z dworem Karola III i Karola IV. Kształcił się w środowisku zainteresowanym klasyczną starożytnością; spędził sześć lat podróżując po Włoszech. W 1768 zlecono mu renowację Eskurialu, a cztery lata później zaprojektowanie dwóch rekreacyjnych domów w stylu włoskim dla rodziny królewskiej: Casita del Principe i Casita de Arriba. Zaprojektował także budynek przyszłego Muzeum Prado, obserwatorium astronomiczne w Madrycie i ogrody Pałacu Królewskiego w Aranjuez. Kiedy sportretował go Goya, Villanueva miał ponad 60 lat i wiele zawodowych osiągnięć za sobą. Również dla malarza był to okres sukcesów, rozwijającej się kariery na królewskim dworze i popularności jako portrecisty arystokracji. W swojej karierze Goya miał okazję sportretować kilku architektów: w 1784 namalował Portret Ventury Rodrígueza, w 1819 Juana Antonia Cuervo, a w 1820 Tiburcia Péreza y Cuervo.

## Opis obrazu
Villanueva został przedstawiony na ciemnym, neutralnym tle. Ma na sobie strój członka Akademii św. Ferdynanda – ciemnoniebieski kaftan i czerwoną kamizelkę haftowane na brzegach srebrnymi nićmi. Siedzi przy stole, na którym leżą różne plany architektoniczne i kompas. Villanueva trzyma jeden z projektów w ręce i sprawia wrażenie, że zwraca się bezpośrednio do widza, jakby miał coś wyjaśnić. Na jednej z kart papieru widnieje inskrypcja Villanueva / por Goya. Wyróżniają się ręce oraz twarz architekta, jego ożywione i radosne oczy, usta uchylone w lekkim uśmiechu, odkryte czoło i pudrowana peruka. Strumień światła padający na twarz podkreśla właściwe dla wieku mężczyzny zmarszczki. Detale stroju zostały wykonane szybkimi pociągnięciami pędzla, Goya celowo pozostawia je widoczne.

## Proweniencja
Obraz należał do Villanuevy, który przekazał go w testamencie Akademii św. Ferdynanda. Portret został włączony do kolekcji akademii 4 października 1811. Obraz został wybrany do ilustrowanego zbioru najważniejszych dzieł Akademii św. Ferdynanda (Cuadros selectos de la Real Academia de Bellas Artes de San Fernando) wydanego w 1885. W tym celu malarz Francisco Aznar wykonał rysunek, a Pascual Alegre rycinę na podstawie obrazu.